# Estación de Sax
Sax es una estación ferroviaria situada en el municipio español homónimo en la provincia de Alicante, Comunidad Valenciana. Dispone de servicios de Media Distancia.

## Situación ferroviaria
La estación se encuentra en el punto kilométrico 407 de la línea férrea de ancho ibérico La Encina-Alicante a 481,48 metros de altitud, entre las estaciones de Villena y de Elda-Petrel. El tramo es de vía única y está electrificado.

## Historia
Lo antecedentes de la llegada del ferrocarril a Sax se sitúan en los deseos de conectar Madrid con Alicante tomando como punto de partida la línea Madrid-Aranjuez y su prolongación hasta Albacete vía Alcázar de San Juan por parte de la Compañía del Camino de Hierro de Madrid a Aranjuez que tenía a José de Salamanca como su principal impulsor. El 1 de julio de 1856 José de Salamanca, que se había unido con la familia Rothschild y con la compañía du Chemin de Fer du Grand Central obtuvieron la concesión de la línea Madrid-Zaragoza que unida a la concesión entre Madrid y Alicante daría lugar al nacimiento de la Compañía de los Ferrocarriles de Madrid a Zaragoza y Alicante o MZA. Esta última fue la encargada de inaugurar la estación el 26 de mayo de 1858 con la apertura del tramo Almansa-Alicante. El viaje inaugural fue presidido por Isabel II. A pesar de ello, y según consta en los documentos oficiales de la compañía y en las Memorias de las obras públicas la puesta efectiva en servicio se realizó algo antes, el 15 de marzo de 1858. En 1941 la nacionalización de ferrocarril en España supuso la integración de MZA en la recién creada RENFE.
Desde el 31 de diciembre de 2004 Renfe Operadora explota la línea mientras que Adif es la titular de las instalaciones ferroviarias.

## La estación
Se sitúa al noreste del núcleo urbano. El edificio para viajeros es una estructura de base rectangular de dos plantas con pequeños anexos de una planta que albergan los aseos y el antiguo taller de lampistería. Responde así al esquema usado por MZA en el diseño de las estaciones de tercera categoría del presente tramo. La sencillez y sobriedad del diseño solo se ve alterada por tres grandes vanos realizados con arcos de medio punto que sirven de acceso principal al recinto. El resto de los huecos que aparecen en la fachada son adintelados o de arco rebajado. Las siglas de la compañía que vio nacer al edificio todavía son visibles en los frisos situados en los laterales. Por último toda la estructura es cubierta con un sencillo tejado de cuatro aguas. Como es habitual en las estaciones pasantes tiene disposición lateral a las vías.

## Servicios ferroviarios

### Media Distancia
Los servicios de Media Distancia de Renfe en la estación cubren los siguientes trayectos. 
| Línea MD | Trenes                   | Origen/Destino |  | Destino/Origen    |
| -------- | ------------------------ | -------------- |  | ----------------- |
| '        | Intercity                | Huesca         |  | Murcia del Carmen |
| 44       | Regional Regional Exprés | Valencia       |  | Alicante          |